# Hranice práce
Hranice práce je český dokumentární film z roku 2017, který režírovala Apolena Rychlíková a jehož protagonistkou je novinářka Saša Uhlová. Společně napsaly i scénář snímku. V rámci jeho natáčení, které trvalo zhruba půl roku, se Uhlová jako novinářka v utajení nechala zaměstnat v profesích, které byly ohodnoceny nízkou, někdy minimální, mzdou. Ve firmách pracovala pod jiným jménem a se změněným vzhledem, používala skrytou kameru. Její záběry Uhlová doprovází svým komentářem, kde popisuje například své pocity, pracovní podmínky společností, kde působila nebo životní osudy svých kolegů, případně také sděluje své názory na řešenou problematiku. Cílem autorek scénáře bylo poukázat na velmi špatné životní podmínky části českých zaměstnanců, z nichž někteří patří mezi tzv. pracující chudé. Podle zjištění Uhlové je ve společnostech, kde pracovala, často porušován zákoník práce. Snímek vyvolal řadu ohlasů, ať už ve formě rozhovorů s hlavní aktérkou nebo režisérkou, a dále komentářů v mediích. Mnoho z nich bylo pozitivních. Premiéru měl 26. října 2017 na Mezinárodním festivalu dokumentárních filmů Ji.hlava, kde získal cenu za nejlepší český dokument. V rámci Cen české filmové kritiky byl film oceněn v kategorii „Mimo kino“ a byl rovněž nominován na Českého lva v kategorii dokumentárních snímků.

## Historie

### Námět
S nápadem vyzkoušet si a při tom zmapovat práci nejhůře placených zaměstnanců v Česku přišla švagrová Uhlové při jejich vzájemném rozhovoru v roce 2015. Uhlová v té době dostávala větší množství zpráv od lidí, kteří se cítili být v zaměstnání šikanováni, ale neměli odvahu o tom otevřeně hovořit. Reportáže vycházející z anonymních zdrojů by tak podle Uhlové neměly potřebnou váhu. Uhlová také chtěla popsat práci lidí, kteří nemají vzdělání, vědomosti a kontakty, které by jim umožnily bojovat za lepší pracovní podmínky. V roce 2016 bylo za svou práci ohodnoceno minimální mzdou zhruba 132 000 zaměstnanců. Podle studie určené pro tripartitu do skupiny tzv. pracujících chudých patřilo v roce 2015 299 000 lidí.

### Vznik
V létě 2016 si Uhlová domluvila spolupráci na snímku s režisérkou Apolenou Rychlíkovou. Obě se v tu dobu již znaly, Uhlová pomáhala Rychlíkové v začátcích její novinářské kariéry. Od začátku uvažovaly o tom, že výstupů z projektu bude více, jedním z nich měla být například výstava nebo umělecká instalace. Rychlíková chtěla nejdříve natočit nízkorozpočtový film, ale rozpočet snímku se nakonec podařilo navýšit díky navázání spolupráce s Českou televizí a dokument byl natočen v rámci jejího cyklu Český žurnál. V rámci natáčení se Saša Uhlová nechala zaměstnat v profesích, které byly ohodnoceny nízkou, někdy minimální, mzdou. Z velké většiny se jednalo o fyzicky náročné práce, které dělají převážně ženy. Pracovala v prádelně Fakultní nemocnice v Motole, jako pokladní v supermarketu Albert, v továrně na výrobu holicích strojků, třídila odpad nebo zpracovávala maso. Velmi krátce působila i v továrně na sladidla. V případě prvních tří jmenovaných zaměstnání šlo o hlavní pracovní poměr, poté byla zaměstnána jako brigádnice. Měla v úmyslu pracovat i jako šička, ale zaměstnání v tomto oboru nezískala. V motolské nemocnici a dalších dvou firmách působila dva až tři týdny, v třídírně odpadu týden. Natáčení dokumentu začalo v lednu 2017 a celý projekt trval půl roku. Nepoužívala své občanské jméno a ve firmách, kde pracovala, natáčela skrytou kamerou, kterou měla ukrytou v brýlích. Aby skryla svou pravou identitu, změnila si i barvu vlasů a obočí. Při práci u pokladny v supermarketu ji pomáhaly maskovat i velké brýle a jiný sestřih vlasů. Protože nechtěla, aby si ji zde lidé případně spojovali s její identitou novinářky, vyhýbala se půl roku před natáčením publicitě. Když pracovala v podniku Vodňanská drůbež, žila na tamější ubytovně, ale například za prací do továrny na žiletky v Krupce dojížděla. Dohromady odpracovala 554 hodin, za které celkově vydělala na mzdách 50 696 hrubého. V dokumentu je pak zmíněno, že její životní náklady během natáčení, které vynaložila například na cestování nebo ubytování, byly zhruba 30 000 Kč. Své zážitky Uhlová každý den popisovala v deníku, jehož záznamy byly hned přístupné režisérce snímku. Spolu s prací na dokumentu vznikal na webu A2larm, pro který Uhlová s Rychlíkovou píší, i cyklus reportáží pod názvem Hrdinové kapitalistické práce. Z celého projektu vzešla i kniha Hrdinové kapitalistické práce, vydaná v roce 2018.
Snímek byl natočen v rámci cyklu České televize Český žurnál, který produkuje společnost Hypermarket Film Víta Klusáka a Filipa Remundy. Produkci Hranice práce obstarával posledně jmenovaný. Finanční účast České televize byla ovšem jistá až v druhé půlce natáčení, do té doby pracoval filmařský štáb zadarmo. Na dokument přispěl Nadační fond nezávislé žurnalistiky. Kameramanem snímku byl Jan Šípek, který podle Rychlíkové často zabírá odrazy ve skle a přesné detaily tváří. Tento způsob práce použil i během natáčení Hranice práce.

### Uvedení
Předpremiéra dokumentu se konala 3. září v rámci projektu Živé kino, který je součástí Mezinárodním festivalu dokumentárních filmů Ji.hlava. Kromě tvůrců se jí zúčastnil i filozof a sociolog Václav Bělohradský. Ukázka z filmu byla dále uvedena 25. září 2017 na Večeru s českým dokumentem v pražském kině Světozor, akci, kterou pořádá Institut dokumentárního filmu.
Premiéru měl na Mezinárodním festivalu dokumentárních filmů Ji.hlava 26. října 2017. Zde získal jako nejlepší český dokumentární film cenu Česká radost. Porota ve složení Alice Krajčírová, Andrea Hanáčková, Krištof Kintera, Miroslav Janek, Rozálie Kohoutová a Tomáš Bojar ocenila „lidský vklad Saši Uhlové, která se na všednodenní skutečnost vykořisťovaných lidí dokázala podívat poctivě, konkrétně, empaticky, bez ideologizování“. Dále ocenila „režijní přínos Apoleny Rychlíkové, která se stejně dokázala podívat na Sašu Uhlovou.“ Snímek na festivalu také obdržel cenu diváků.
V České televizi byl snímek premiérově vysílán 12. prosince 2017.

## Obsah

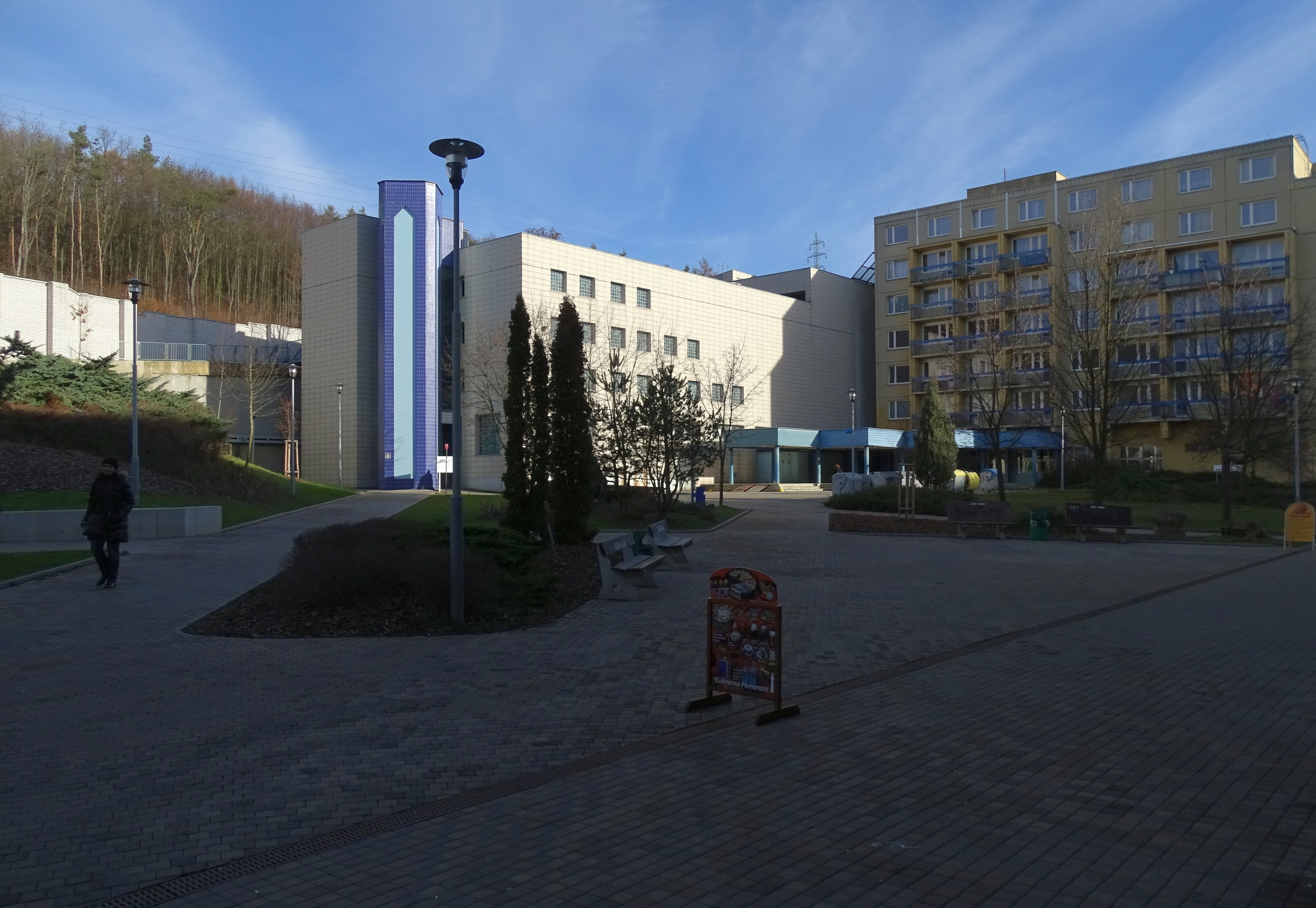
Areál motolské nemocnice, v jejíž prádelně Saša Uhlová pracovala

Film začíná záběrem, kde si Uhlová mění barvu vlasů kvůli maskování svého vzhledu. Následně probírá s manželem inzerci volných pracovních míst a vysvětluje, jaká zaměstnání by ráda zdokumentovala. Jedná se o zaměstnání, kde lidé vykonávají užitečnou práci, bez které se ostatní neobejdou, například povolání pekaře. V únoru 2017 nastupuje do prvního zaměstnání v motolské nemocniční prádelně. Skrytá kamera Uhlové zabírá místnost, kde se odehrával přijímací pohovor a pak provoz prádelny. Záběry jsou doplněny o její předčítané názory na řešenou problematiku. Uhlová popisuje mimo jiné životní osudy a rodinné či zdravotní problémy zaměstnanců prádelny. Ty mají někdy souvislost s malým platem, který zaměstnanci, o nichž Uhlová mluví, mají. Komentáře na tato a jiná témata doprovázejí velkou část filmu. Po záběrech z motolské nemocnice následují televizní reportáže o minimální mzdě, na které se dívá Uhlová s manželem. Ten srovnává životní podmínky a mzdy v Německu a České republice, která v tomto srovnání dopadá mnohem hůře. Poté Uhlová popisuje a natáčí pracovní prostředí v drůbežárnách ve Vodňanech, spadajících pod firmu Agrofert, zmiňuje například silný zápach firemního provozu, vykresluje arogantní přístup své nadřízené a práci spočívající například ve vytrhávání brk z drůbeže či její skládání do vaniček. Popisuje svůj silný stres z nevlídného pracovního prostředí a práce, ve které nakonec nevydržela tak dlouho, jak původně zamýšlela. V komentáři také hovoří o pokutách, které jí hrozily mimo jiné za to, že se v zaměstnání o něco opřela. Práce zde bylo jeden čas tolik, že ji nebyla schopna stíhat. Dále natáčela a vykreslila své bydlení na zdejší ubytovně, kde sdílela malý byt s romskou rodinou. Zmiňuje, že někteří její kolegové si nemohou dovolit koupit pračku. Pak navštěvuje romskou kolegyni, se kterou se v motolské prádelně spřátelila a prozradila jí svou pravou identitu. Probírá s ní mimo jiné, proč lidé nezakládají ve špatně placených zaměstnáních odbory a nebrání se. Dalším zaměstnáním, které si Uhlová vyzkoušela, byla práce pokladní v prodejně firmy Albert. Popisuje, co všechno musela doložit, aby zaměstnání získala (maturitní vysvědčení, výpis z trestního rejstříku, zdravotní osvědčení). Zmiňuje například pozdější rozhovor s kolegyní pokladní, která jí sdělila, že kvůli pracovnímu vytížení neviděla vyrůstat svého syna. Hovoří o tom, že zaměstnanci na pokladně jsou nuceni se na zákazníky usmívat a toto jejich chování je hodnoceno. Po několika hodinách za pokladnou byla unavená a zkoušela si představit, že její práce je jen hra. V Albertu ji natáčel skrytou kamerou další člen štábu. Poté dokument vykresluje pracovní prostředí továrny na žiletky v Krupce. Posledním zaměstnáním, kde Uhlová tajně natáčela, bylo třídění odpadu ve firmě OZO v Ostravě. V celém dokumentu popisuje i vztahy se svými kolegy. I zde zmiňuje příjemnou spolupráci se svým kolegou, kterému pak nakonec nedokázala sdělit, že zaměstnání opouští. Pracovní prostředí ve firmě ale podle ní bylo obtížné. Silný zápach z odpadu ve firmě OZO nebyl odvětráván, v hale, kde pracovala, žily krysy, a ačkoli měla třídit odpad určený k recyklaci, obsahoval například zdechlinu nebo použité dětské pleny. Několikrát se pozvracela, rozpis směn se dozvídala na poslední chvíli.
U záběrů z každého nového zaměstnání se na obraze objevuje detailní textový popis platových podmínek a informace, v rámci jakých směn Uhlová pracovala, zda a jakým způsobem byl porušován zákoník práce (mimo jiné nedostatek pauz) a další informace, které dané zaměstnání vykreslují. Podle názoru Saši Uhlové zákoník práce firmy často porušují. Záběry z pracovního prostředí jsou ve filmu střídány záběry z rodinného prostředí Uhlové. Dokument částečně sleduje vztah s jejím malým synem, na kterého nemá dostatek času. Její syn to není schopen pochopit a Uhlová se jednou na záběru s ním i rozbrečí. Dále zachycuje její rodinný život jako celek a komunikaci s manželem, která se týká například jeho většího zapojení do péče o rodinu v důsledku velkého pracovního vytížení Uhlové. Opakovaně je natáčeno její velmi časné vstávání do zaměstnání, někdy Uhlová hovoří o velké únavě, kterou v zaměstnání zažívá či zdravotních problémech, které jsou s ním spojené. Dokument také zobrazuje, jak Uhlová cestuje mezi zaměstnáními nebo do práce či způsob, jakým obstarává hlídání syna. V rámci svého doprovodného komentáře k filmu Uhlová také uvažuje o práci v noci, která podle ní škodí zdraví a je vykonávána v rámci mnoha povolání, kde by vykonávána být nemusela.

## Pohled Saši Uhlové a Apoleny Rychlíkové
Podle slov Uhlové velkému množství kolegů, se kterými pracovala, již nezbývalo po zaplacení nájmu dostatek finančních prostředků na jídlo či dopravu. Říká k tomu: „Je pro mě absolutně nepochopitelný, proč lidé, kteří dělají pro společnost užitečnou práci, mimochodem: pokud by do ní zítra nepřišli, tak bychom to sakra pocítili, nemohou vydělávat tolik, aby z toho mohli normálně žít.“ Lidé by podle ní měli být při řešení svých nedostatečných mzdových podmínek aktivnější. Uhlová navrhuje ještě další růst minimální mzdy.
Režisérka dokumentu Rychlíková by byla ráda, aby společnost na základě dokumentu začala řešit nízké mzdy a nevyhovující pracovní podmínky části českých zaměstnanců. Dodává k tomu: „O dekády přehlíženém tématu, skutečnosti, že zhruba pětina lidí v republice nedostává za svou práci zaplaceno více než 82 korun na hodinu a nemůže proto vést důstojný život, by se konečně mělo začít diskutovat mezi lidmi, kteří často mají pocit, že svůj osud si každý určujeme sám.“ Nízké mzdy v republice jsou podle ní v nepoměru k hospodářskému růstu země.

## Reakce
Bývalý politik a vysokoškolský pedagog Daniel Kroupa přirovnal na Facebooku Sašu Uhlovou k „buržoazní paničce“, později ale upřesnil, že mu nešlo o kritiku Uhlové, ale mladých marxistů, kteří názory Uhlové používají jako „náboje do kanónů boje proti kapitalismu“. Následně Kroupa v rozhovoru v DVTV práci Uhlové na dokumentu pochválil a označil ji za výbornou. Zároveň ale také kritizoval „poněkud ideologický podtext“ práce Uhlové a doplnil: „A je tedy na místě otázka, o co vlastně jde: o pomoc lidem v těžké situaci či o ideologickou obžalobu nového režimu?“
Komentátor Jindřich Šídlo popisoval půlroční práci Uhlové jako věc, „která v české žurnalistice, alespoň jak já ji pamatuji a to pamatuji dost, nemá obdoby“. Podobně o ní hovořil v úvodu svého rozhovoru s Uhlovou novinář Petr Kamberský. Ve světě existuje řada příkladů obdobné filmařské nebo novinářské činnosti. Novinářka Klára Vlasáková v rozhovoru s autorkami dokumentu zmínila velký ohlas, který snímek v médiích vyvolal.
Kulturní redaktor Jan H. Vitvar v komentáři pro Respekt nazvaném „Řídit firmu jako prase“ uvedl, že dokument získal cenu na Mezinárodním festivalu dokumentárních filmů Ji.hlava právem a „na svět kolem nás (se) – pardon za tu metaforu – nedívá z rychlíku, ale od tvůrců si vyžádal nasazení na hranici sebeobětování, jaké se tu opravdu nenosí“. Dále se vyjádřil, „že tenhle dokument by neměl zapadnout...“ Snímku ale podle něj chybí vysvětlení, proč dané problémy nikdo neřeší.
Filmový recenzent Tomáš Stejskal pro iHNed.cz hodnotil snímek jako „výbornou ukázku dokumentaristiky, kterou si novinářka Uhlová i režisérka Rychlíková poctivě odpracovaly“. Podle něj by dokument mohl českou společnost spojovat. Dále ocenil, že se Uhlová sbližovala s lidmi, s nimiž pracovala. Zmínil také pravděpodobné promítání snímku v ostatních státech.
Filmový kritik Mojmír Sedláček z MovieZone dokument hodnotil v obecné rovině pozitivně, i když podle něj „slouží spíše jako audiovizuální doplnění celé kampaně než svébytný dokument“. Nelíbilo se mu ale, že až příliš působí na lidské city.
Novinářka Karolína Kašparová z E15 označila snímek za „neuvěřitelný počin“ a ocenila odvahu, s níž se Saša Uhlová během natáčení snímku pohybovala v odlišném sociálním prostředí. Prostřednictvím snímku podle ní Uhlová přinesla sdělení „závažné, objevné a vlastně možná i nepříjemné pro různé vrstvy společnosti“. Kašparová film velmi pozitivně hodnotila také v kontextu současné politické situace. Mohl podle ní být „inspirací v boji proti tomu, abychom se jednou opět neprobudili v nějakém hodně ošklivém režimu“.
Novinářka Johana Hovorková z Fora24 kritizovala dokument jako jednostranný. Podle ní „naprosto chybí prostor pro opačný názor na problematiku minimální mzdy. Kupříkladu by se slušelo dát prostor legitimnímu názoru o škodlivých důsledcích minimální mzdy na sociální poměry těch nejchudších vrstev“.

### Dotčené firmy a motolská nemocnice
Společnost Vodňanská drůbež, pro kterou Saša Uhlová pracovala, spadá pod firmu Agrofert. Bývalý majitel Agrofertu Andrej Babiš se v rozhovoru pro Info.cz vyjádřil o tvrzeních Uhlové, která se týkala jejího platu ve firmě Vodňanská drůbež, slovy: „to je všechno lež… kdyby byla odpracovala celý měsíční fond… a ona řekla, že ten příjem byl za měsíc… tak by dostala 19 500… dělnická mzda ve Vodňanské drůbeži je 23 200 měsíčně“. Podle Babiše se jednalo o kampaň, která byla „velice dobře organizovaná velmi známou socanskou agenturou“. Podle webu A2larm ale Uhlová „nikdy netvrdila, že pracovala ve Vodňanském kuřeti celý měsíc“ a „i kdyby tam ale celý měsíc pracovala, byla by její mzda i se všemi příplatky a přesčasy zhruba o třetinu nižší, než uvádí Babiš“, což doložil na svých stránkách zveřejněnou výplatní páskou Uhlové. Zuzana Vlasatá tuto výměnu názorů komentovala pro Deník Referendum v titulku svého sloupku slovy: „Nelže Saša Uhlová, ale Andrej Babiš…“ Dále dodala, že platy ve Vodňanských drůbežárnách jsou „mrzké“ a jen o něco málo převyšují minimální mzdu. Podle ní to dokládají i platové podmínky v inzerátech, pomocí kterých firma shání své zaměstnance.
K nízkým mzdám zaměstnanců pracovní agentury, která pere prádlo v motolské nemocnici, uvedl Miloslav Ludvík, jenž ji vedl v roce 2003, kdy nemocnice s agenturou smlouvu uzavřela, že tenkrát bylo jeho povinností ředitele uzavřít co nejvýhodnější smlouvu. V rámci této smlouvy zaměstnanci agentury zřejmě museli mít co nejmenší platy. Dodal, že ho to mrzí a takto by podle něj systém fungovat neměl. Jiří Mareček, mluvčí firmy Ahold, pod kterou spadá řetězec Albert, reagoval na dokument slovy, že jeho firma zákoník práce neporušuje. Stát se to podle něj může jen výjimečně a jeho společnost se pak za to omlouvá.

## Ocenění
V rámci Cen české filmové kritiky byl film koncem ledna 2018 oceněn v kategorii „Mimo kino“, která hodnotila kinematografické počiny mimo klasickou kinodistribuci, vznikající pro televizi či internet.
Spolu se snímky Červená, Mečiar, Nechte zpívat Mišíka a Svět podle Daliborka obdržela Hranice práce nominaci na cenu Český lev 2017 v kategorii nejlepšího dokumentárního filmu.